# رودسته

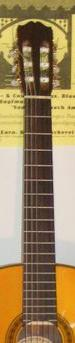
رودسته گیتار و پرده‌های آن.

رودَسته (fingerboard) قسمتی از ساز در اغلب بربط‌ها و سازهای کمانه‌ای است که بر روی دسته قرار می‌گیرد و محل انگشت‌گذاری نوازنده است.

## رودسته اسکلوپد
اسکلوپد (به انگلیسی: scalloped) اصطلاحی است که در مورد سازهای زهی بکار برده می‌شود.
برخلاف سازهای معمولی که در آن فاصله بین پرده‌ها کاملاً صاف هستند سازهای اسکلوپد پرده‌بندی فرو رفته (U شکل) دارند. استفاده از این‌گونه سازها به تبحر کافی شخص در نوازندگی احتیاج دارد، برای این‌که صدای نابهنجاری از ساز ایجاد نشود نوازنده باید انگشتانش را به نرمی روی سیم‌ها فشار دهد در نتیجه کیفیت اجرای تکنیک‌های بندینگ، ویبراتو و قدرت مانور نوازنده در اجرای قطعات سرعتی افزایش می‌یابد در عوض آکوردگیری بسیار مشکل‌تر خواهد شد.

## نگارخانه

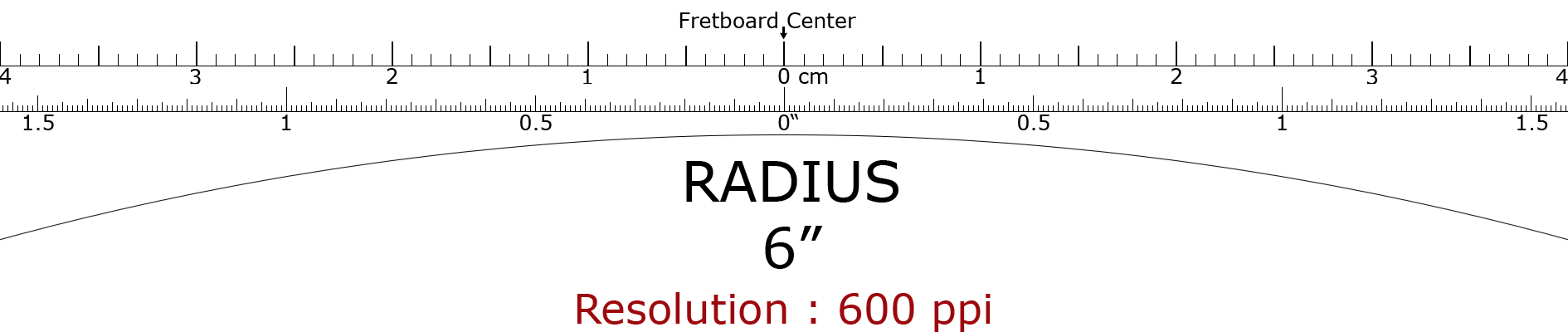
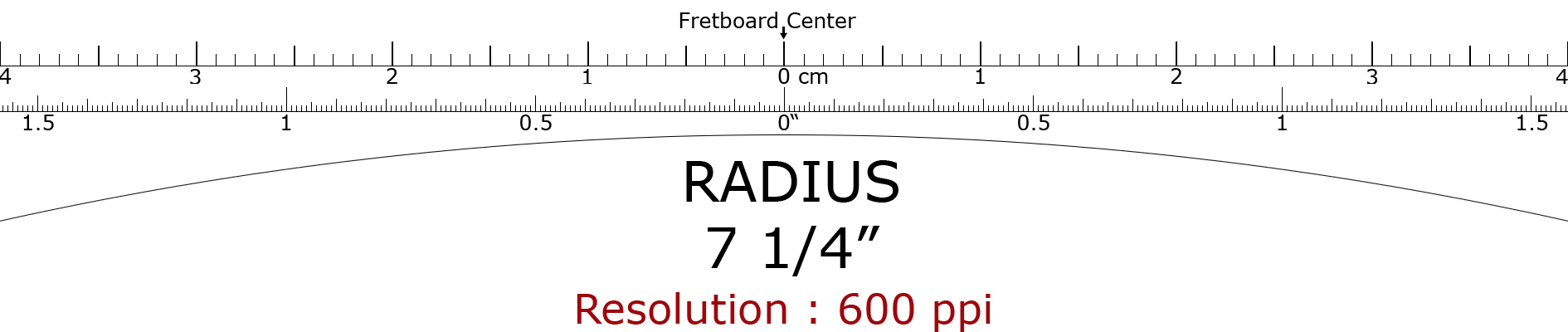
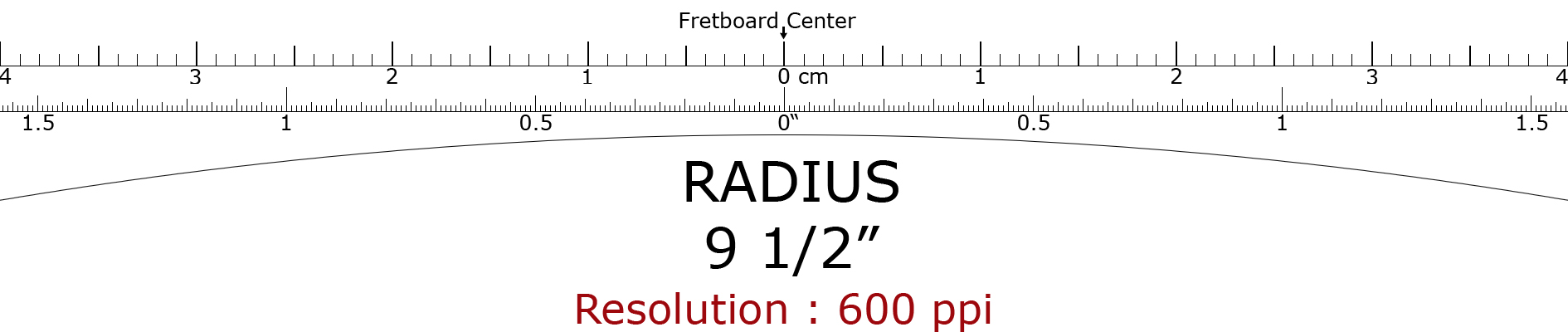
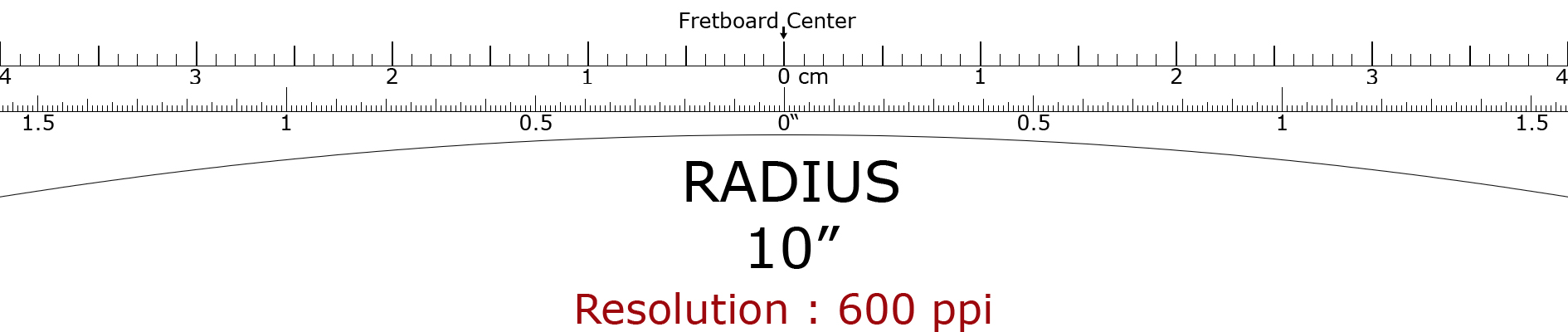
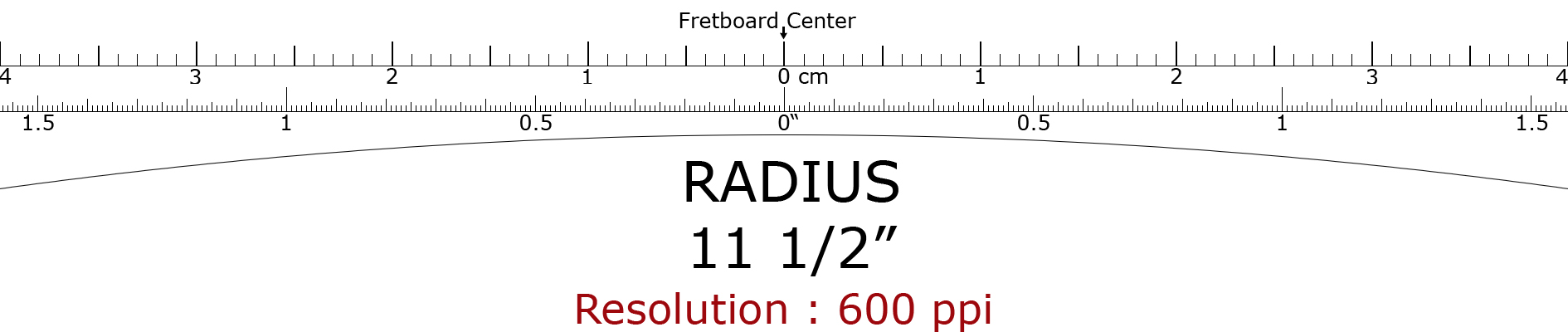
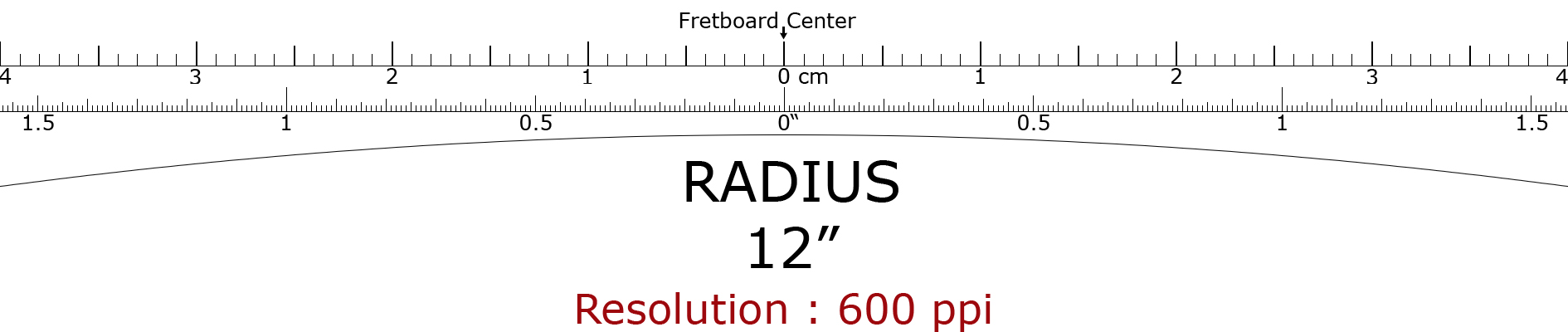
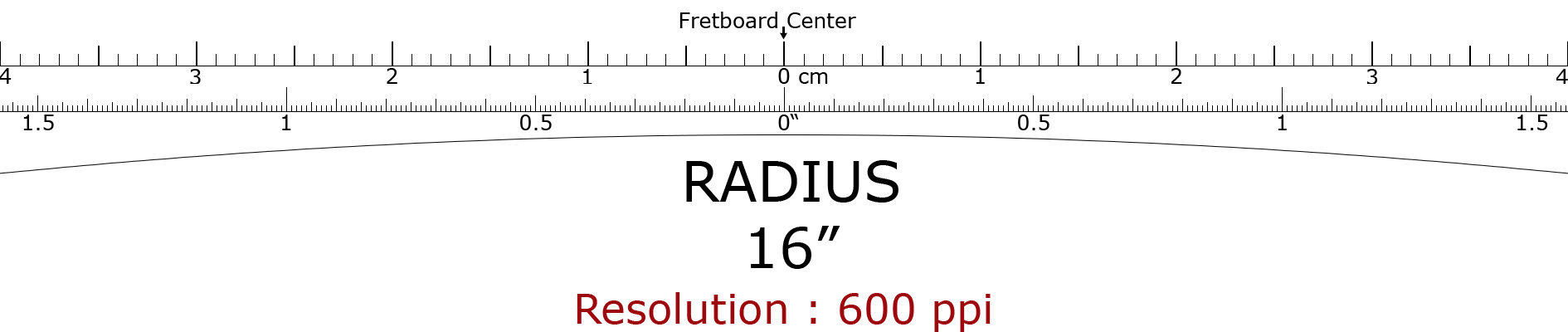
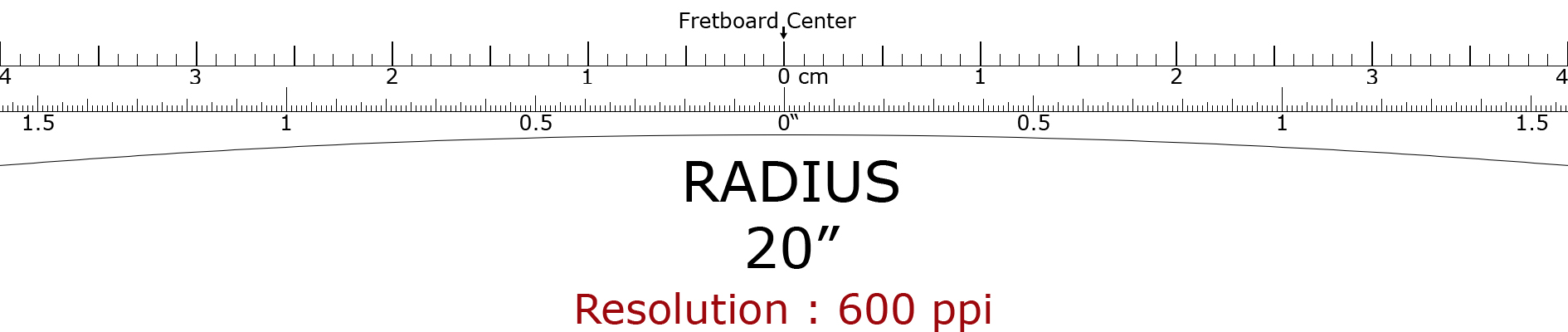